# Letališče Morava
Letališče Morava (srbska cirilica Аеродром Морава, latinica Aerodrom Morava) je javno-vojaško letališče v Srbiji, ki leži blizu Kraljeva.

## Letalske družbe
| Prevoznik  | Destinacija                  |
| ---------- | ---------------------------- |
| Air Serbia | Dunaj Sezonski čarter: Solun |